# Пенхежев
Пенхежев (пол. Pęcherzew) — село в Польщі, у гміні Турек Турецького повіту Великопольського воєводства.
Населення — 173 особи (2011).
У 1975-1998 роках село належало до Конінського воєводства.

## Демографія
Демографічна структура станом на 31 березня 2011 року:
|          | Загалом | Допрацездатний вік | Працездатний вік | Постпрацездатний вік |
| -------- | ------- | ------------------ | ---------------- | -------------------- |
| Чоловіки | 81      | 22                 | 48               | 11                   |
| Жінки    | 92      | 27                 | 48               | 17                   |
| Разом    | 173     | 49                 | 96               | 28                   |